# A Modern Rip
A Modern Rip è un cortometraggio muto del 1911 diretto da Hobart Bosworth.

## Produzione
Il film fu prodotto da William Nicholas Selig per la sua compagnia, la Selig Polyscope Company.

## Distribuzione
Distribuito dalla General Film Company, il film - un cortometraggio di una bobina - uscì nelle sale cinematografiche statunitensi il 25 dicembre 1911.